# 1972년 일본 프로 야구 올스타전
1972년 일본 프로 야구 올스타전은 1972년 7월 22일과 7월 23일, 7월 25일에 열린 일본 프로 야구의 올스타전 경기이다.

## 출장 선수
| 센트럴 리그 | 센트럴 리그       | 센트럴 리그 | 센트럴 리그 |
| ----------- | ----------------- | ----------- | ----------- |
| 감독        | 가와카미 데쓰하루 | 요미우리    |             |
| 코치        | 아오타 노보루     | 다이요      |             |
| 코치        | 곤도 사다오       | 주니치      |             |
| 투수        | 호리우치 쓰네오   | 요미우리    | 6           |
| 투수        | 이나바 미쓰오     | 주니치      | 첫 출장     |
| 투수        | 마쓰모토 유키쓰라 | 주니치      | 첫 출장     |
| 투수        | 미즈타니 히사노부 | 주니치      | 2           |
| 투수        | 사카이 가쓰지     | 다이요      | 3           |
| 투수        | 히라마쓰 마사지   | 다이요      | 4           |
| 투수        | 소토코바 요시로   | 히로시마    | 4           |
| 투수        | 오이시 야타로     | 히로시마    | 4           |
| 투수        | 다니무라 도모히로 | 한신        | 첫 출장     |
| 투수        | 에나쓰 유타카     | 한신        | 6           |
| 투수        | 마쓰오카 히로무   | 야쿠르트    | 2           |
| 포수        | 오야 아키히코     | 야쿠르트    | 2           |
| 포수        | 이토 이사오       | 다이요      | 4           |
| 포수        | 다부치 고이치     | 한신        | 4           |
| 1루수       | 오 사다하루       | 요미우리    | 13          |
| 2루수       | 나카무라 가쓰히로 | 한신        | 첫 출장     |
| 3루수       | 나가시마 시게오   | 요미우리    | 15          |
| 유격수      | 구로에 유키노부   | 요미우리    | 5           |
| 내야수      | J. 시핀           | 다이요      | 첫 출장     |
| 내야수      | 미무라 도시유키   | 히로시마    | 2           |
| 내야수      | 구니사다 야스히로 | 히로시마    | 4           |
| 내야수      | D. 로버츠         | 야쿠르트    | 4           |
| 내야수      | 마쓰바라 마코토▲  | 다이요      | 7           |
| 외야수      | 모치즈키 미쓰루   | 한신        | 첫 출장     |
| 외야수      | 이케다 요시히로   | 한신        | 첫 출장     |
| 외야수      | 다카다 시게루     | 요미우리    | 5           |
| 외야수      | 스에쓰구 다미오   | 요미우리    | 첫 출장     |
| 외야수      | 야자와 겐이치     | 주니치      | 3           |
| 외야수      | 와카마쓰 쓰토무   | 야쿠르트    | 첫 출장     |

| 퍼시픽 리그 | 퍼시픽 리그       | 퍼시픽 리그 | 퍼시픽 리그 |
| ----------- | ----------------- | ----------- | ----------- |
| 감독        | 니시모토 유키오   | 한큐        |             |
| 코치        | 이와모토 다카시   | 긴테쓰      |             |
| 코치        | 오사와 게이지     | 롯데        |             |
| 투수        | 오타 고지         | 긴테쓰      | 3           |
| 투수        | 야마다 히사시     | 한큐        | 2           |
| 투수        | 아다치 미쓰히로   | 한큐        | 5           |
| 투수        | 사토 미치오       | 난카이      | 2           |
| 투수        | 다카하시 요시마사 | 도에이      | 2           |
| 투수        | 노무라 오사무     | 롯데        | 첫 출장     |
| 투수        | 나리타 후미오     | 롯데        | 7           |
| 투수        | 간베 도시오       | 긴테쓰      | 첫 출장     |
| 투수        | 스즈키 게이시     | 긴테쓰      | 7           |
| 투수        | 히가시오 오사무   | 니시테쓰    | 첫 출장     |
| 투수        | 가토 하지메       | 니시테쓰    | 첫 출장     |
| 포수        | 노무라 가쓰야     | 난카이      | 16          |
| 포수        | 다네모 마사유키   | 한큐        | 2           |
| 포수        | 가토 도시오       | 도에이      | 첫 출장     |
| 1루수       | 오스기 가쓰오     | 도에이      | 4           |
| 2루수       | 야마자키 히로유키 | 롯데        | 3           |
| 3루수       | 아리토 미치요     | 롯데        | 3           |
| 유격수      | 사카모토 도시조   | 도에이      | 5           |
| 내야수      | 모리모토 기요시   | 한큐        | 2           |
| 내야수      | C. 존스           | 난카이      | 첫 출장     |
| 내야수      | 모토이 미쓰오     | 니시테쓰    | 3           |
| 외야수      | 히가시다 마사요시 | 니시테쓰    | 2           |
| 외야수      | 하리모토 이사오   | 도에이      | 13          |
| 외야수      | 나가이케 도쿠지   | 한큐        | 6           |
| 외야수      | 후쿠모토 유타카   | 한큐        | 2           |
| 외야수      | 가도타 히로미쓰   | 난카이      | 첫 출장     |
| 외야수      | G. 올트먼         | 롯데        | 3           |
| 외야수      | 도이 마사히로     | 긴테쓰      | 9           |
| 외야수      | 나가부치 요조▲    | 긴테쓰      | 3           |
| 외야수      | 백인천▲           | 도에이      | 3           |

- 굵은 글씨는 팬 투표로 선출된 선수, ▲는 출장 사퇴 선수 발생에 의한 보충 선수.

## 올스타전 경기 결과

### 1차전

#### 스코어
| 팀 | 1 | 2 | 3 | 4 | 5 | 6 | 7 | 8 | 9 | R | H  | E |
| 센트럴 | 1 | 0 | 0 | 0 | 1 | 0 | 0 | 0 | 0 | 2 | 3  | 1 |
| 퍼시픽 | 1 | 0 | 2 | 1 | 0 | 1 | 0 | 0 | X | 5 | 11 | 0 |
| 승리 투수: 아다치 미쓰히로(한큐) 패전 투수: 다니무라 도모히로(한신) 홈런: 센트럴 – 다부치 고이치(한신·5회 1점) 퍼시픽 – 노무라 가쓰야(난카이·3회 2점), 사카모토 도시조(도에이·4회 1점), 오스기 가쓰오(도에이·6회 1점) |   |   |   |   |   |   |   |   |   |   |    |   |

#### 출장 선수
| 센트럴 | 센트럴 | 센트럴            |
| 타순   | 수비   | 선수              |
| ------ | ------ | ----------------- |
| 1      | (우)   | D. 로버츠         |
| 2      | (중)   | 와카마쓰 쓰토무   |
| 3      | (一)   | 오 사다하루       |
| 4      | (三)   | 나카무라 가쓰히로 |
| 5      | (二)   | J. 시핀           |
| 6      | (포)   | 다부치 고이치     |
| 7      | (유)   | 구로에 유키노부   |
| 8      | (투)   | 다니무라 도모히로 |
| 9      | (좌)   | 다카다 시게루     |

| 퍼시픽 | 퍼시픽 | 퍼시픽            |
| 타순   | 수비   | 선수              |
| ------ | ------ | ----------------- |
| 1      | (중)   | 후쿠모토 유타카   |
| 2      | (三)   | 아리토 미치요     |
| 3      | (좌)   | 하리모토 이사오   |
| 4      | (포)   | 노무라 가쓰야     |
| 5      | (우)   | 나가이케 도쿠지   |
| 6      | (一)   | 오스기 가쓰오     |
| 7      | (유)   | 사카모토 도시조   |
| 8      | (二)   | 야마자키 히로유키 |
| 9      | (투)   | 나리타 후미오     |

#### 수상 선수
MVP
- 노무라 가쓰야(난카이)

### 2차전

#### 스코어
| 팀 | 1 | 2 | 3 | 4 | 5 | 6 | 7 | 8 | 9 | R | H | E |
| 퍼시픽 | 1 | 0 | 0 | 2 | 0 | 0 | 0 | 0 | 1 | 4 | 6 | 0 |
| 센트럴 | 0 | 0 | 0 | 0 | 0 | 0 | 0 | 0 | 0 | 0 | 5 | 0 |
| 승리 투수: 야마다 히사시(한큐) 패전 투수: 사카이 가쓰지(다이요) 홈런: 퍼시픽 – 사카모토 도시조(도에이·4회 2점), 오스기 가쓰오(도에이·9회 1점) |   |   |   |   |   |   |   |   |   |   |   |   |

#### 출장 선수
| 퍼시픽 | 퍼시픽 | 퍼시픽          |
| 타순   | 수비   | 선수            |
| ------ | ------ | --------------- |
| 1      | (유)   | 사카모토 도시조 |
| 2      | (우)   | 나가부치 요조   |
| 3      | (좌)   | 하리모토 이사오 |
| 4      | (포)   | 노무라 가쓰야   |
| 5      | (三)   | 모리모토 기요시 |
| 6      | (一)   | C. 존스         |
| 7      | (중)   | 백인천          |
| 8      | (二)   | 모토이 미쓰오   |
| 9      | (투)   | 야마다 히사시   |

| 센트럴 | 센트럴 | 센트럴          |
| 타순   | 수비   | 선수            |
| ------ | ------ | --------------- |
| 1      | (좌)   | 와카마쓰 쓰토무 |
| 2      | (중)   | 이케다 요시히로 |
| 3      | (一)   | 오 사다하루     |
| 4      | (三)   | 나가시마 시게오 |
| 5      | (二)   | J. 시핀         |
| 6      | (우)   | 다부치 고이치   |
| 7      | (유)   | 구로에 유키노부 |
| 8      | (포)   | 이토 이사오     |
| 9      | (투)   | 사카이 가쓰지   |

#### 수상 선수
MVP
- 사카모토 도시조(도에이)

### 3차전

#### 스코어
| 팀                                                          | 1 | 2 | 3 | 4 | 5 | 6 | 7 | 8 | 9 | R | H | E |
| 퍼시픽                                                      | 0 | 0 | 0 | 0 | 0 | 0 | 0 | 0 | 0 | 0 | 7 | 2 |
| 센트럴                                                      | 0 | 0 | 1 | 0 | 0 | 0 | 0 | 0 | X | 1 | 6 | 0 |
| 승리 투수: 에나쓰 유타카(한신) 패전 투수: 오타 고지(긴테쓰) |   |   |   |   |   |   |   |   |   |   |   |   |

#### 출장 선수
| 퍼시픽 | 퍼시픽 | 퍼시픽            |
| 타순   | 수비   | 선수              |
| ------ | ------ | ----------------- |
| 1      | (우)   | 나가이케 도쿠지   |
| 2      | (유)   | 사카모토 도시조   |
| 3      | (포)   | 노무라 가쓰야     |
| 4      | (一)   | 오스기 가쓰오     |
| 5      | (三)   | 모리모토 기요시   |
| 6      | (좌)   | 히가시다 마사요시 |
| 7      | (중)   | 백인천            |
| 8      | (二)   | 모토이 미쓰오     |
| 9      | (투)   | 오타 고지         |

| 센트럴 | 센트럴 | 센트럴          |
| 타순   | 수비   | 선수            |
| ------ | ------ | --------------- |
| 1      | (좌)   | 와카마쓰 쓰토무 |
| 2      | (중)   | 이케다 요시히로 |
| 3      | (一)   | 오 사다하루     |
| 4      | (三)   | 나가시마 시게오 |
| 5      | (포)   | 다부치 고이치   |
| 6      | (우)   | 스에쓰구 다미오 |
| 7      | (二)   | J. 시핀         |
| 8      | (유)   | 구로에 유키노부 |
| 9      | (투)   | 에나쓰 유타카   |

#### 수상 선수
MVP
- 이케다 요시히로(한신)

## 같이 보기
- 일본 야구 기구
- 일본 프로 야구 올스타전